# Taupo (volcan)
Pour les articles homonymes, voir Taupo (homonymie).

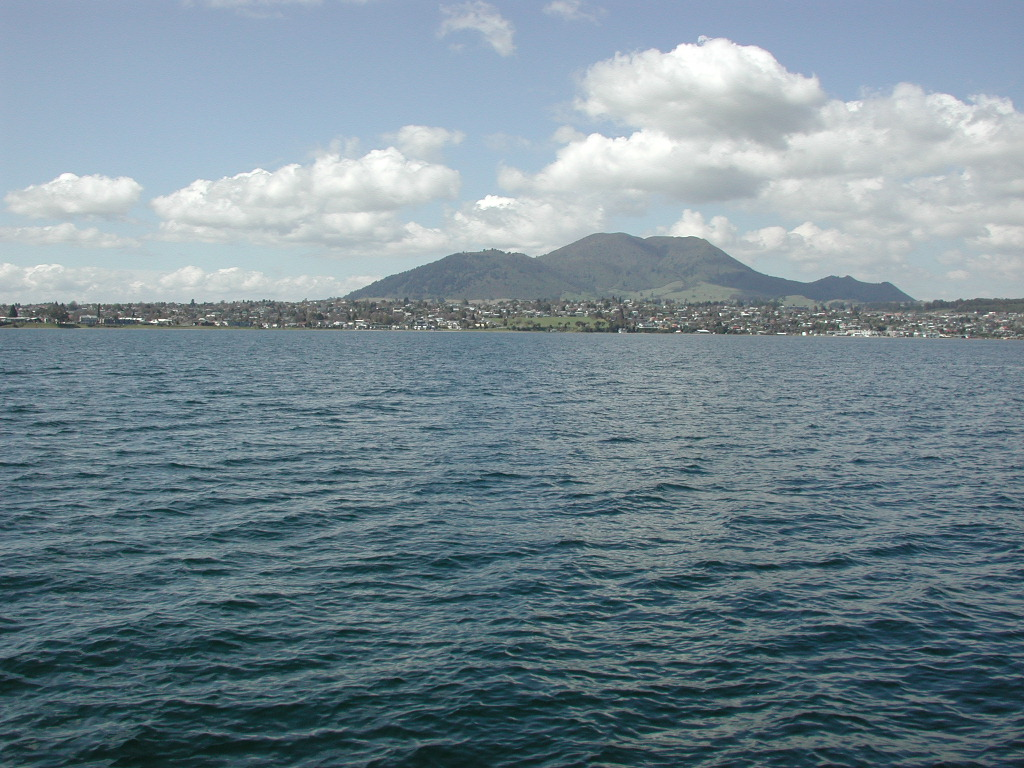
Le mont Tauhara vu du lac Taupo.

Le Taupo est un supervolcan rhyolitique situé au centre de l'île du Nord de la Nouvelle-Zélande. Ce volcan, dont le lac Taupo occupe aujourd'hui la caldeira, a produit deux des éruptions les plus violentes au monde au cours des temps géologiques récents.
Le Taupo fait partie de la zone volcanique de Taupo, une région volcaniquement active qui s'étend du mont Ruapehu au sud jusqu'à White Island (dans la baie de l'Abondance) au nord, à travers les districts de Taupo et de Rotorua.

## Histoire
Les premières éruptions du Taupo datent d'environ 300 000 ans, et des éruptions majeures se sont succédé tous les mille ans environ,,. Les principales éruptions qui affectent encore le paysage sont l'éruption Oruanui (environ 26 500 ans), qui est responsable de la forme de la caldeira moderne, et l'éruption historique d'Hatepe (232 ± 5 EC).
En regard de l'histoire récente du Taupo, sa période actuelle d'inactivité, qui dure depuis 1 800 ans, est inhabituellement longue. Mais si l'on considère son activité sur le long terme, elle n'est pas exceptionnelle. Le volcan a notamment été inactif pendant 3 000 ans, entre 8100 et 5100 av. J.-C. D'autres volcans de la zone volcanique de Taupo ont été actifs beaucoup plus récemment que le Taupo lui-même, notamment le mont Tarawera avec une violente éruption (VEI = 5) en 1886 et White Island avec des éruptions fréquentes, dont la plus récente en décembre 2019.